# Sotrobal
Sotrobal es una entidad de población española del municipio de Nava de Sotrobal, perteneciente a la provincia de Salamanca, en la comunidad autónoma de Castilla y León.

## Historia
Hacia mediados del siglo XIX, el lugar, referido por entonces como una alquería ya perteneciente a Nava de Sotrobal, tenía contabilizada una población de cinco habitantes. Aparece descrito en el decimocuarto volumen del Diccionario geográfico-estadístico-histórico de España y sus posesiones de Ultramar de Pascual Madoz con las siguientes palabras:

SOTROBAL: alq. en la prov. de Salamanca, part. jud. de Peñaranda de Bracamonte, térm. municipal de Nava de Sotrobal. pobl.: 1 vec., 5 almas.
(Madoz, 1849, p. 522)

En 2022, tenía empadronados dos habitantes.